# Коробов, Илья Иванович

Праздник в семье Коробовых по случаю награждения орденами

Илья Иванович Коробов (13 [26] июля 1910, Макеевка, область Войска Донского — 12 декабря 1980, Днепропетровск) — советский металлург, изобретатель, доктор технических наук (1962), профессор (1966), Герой Социалистического Труда (1958).

## Биография
Родился 13 (26) июля 1910 года в Макеевке Донецкой области в семье известного металлурга, обер-мастера металлургического завода Коробова Ивана Григорьевича.
В 1925—1929 годах работал на Макеевском металлургическом заводе. В 1927—1932 годах учился в Московской рабочей Промакадемии, позже в Московском институте стали и сплавов, получил по окончании диплом инженера-металлурга. В 1932—1938 годах был сменным инженером и начальником доменных цехов на металлургических заводах «Свободный сокол» (Липецк), Макеевском, Криворожском и имени Ф. Э. Дзержинского в Днепропетровске. В 1938—1963 годах занимал должность директора Днепропетровского металлургического завода имени Г. И. Петровского.
Во время Великой Отечественной войны заводы Поднепровья и Донбасса были эвакуированы на Урал и Сибирь, где он лично возглавил и провёл все необходимые работы и обеспечил деятельность цехов в 32 городах, а сам возглавил доменный цех Новокузнецкого металлургического завода. В послевоенное время обеспечил восстановление и развитие Днепропетровского металлургического завода. В 1957 году впервые в мировой практике осуществил технологию производства чугунов с помощью природного газа, за что получил Ленинскую премию. Затем в действующем бессемеровском цехе впервые в СССР разработал и внедрил в практику технологию получения стали путём продувки кислородом сверху.

## Научная деятельность
Под его руководством в 1940 году впервые в мире начались исследования работы доменных печей с повышенным давлением газа под колошником. В 1962 году защитил докторскую диссертацию по вопросам основ форсированного ведения доменной плавки. После получения звания доктора технических наук участвовал в подготовке кадров металлургов. С 1965 года профессор Днепропетровского металлургического института. Автор более 120 научных работ, статей и монографий, владелец 50 авторских свидетельств на изобретения.

## Награды
В 1960 году стал лауреатом Ленинской премии за разработку и внедрение новой технологии. Награждён тремя орденами Ленина, тремя орденами Трудового Красного Знамени, а также многочисленными медалями.

## Память
- На территории Днепропетровского металлургического завода, в музее предприятия, Илье Ивановичу установлен бюст. Автор и скульптор — В. И. Музыка.
- В честь выдающегося земляка названа улица в Днепропетровске.